# Municipio de St. Charles (Iowa)
El municipio de St. Charles (en inglés: St. Charles Township) es un municipio ubicado en el condado de Floyd en el estado estadounidense de Iowa. En el año 2010 tenía una población de 1396 habitantes y una densidad poblacional de 8,43 personas por km².

## Geografía
El municipio de St. Charles se encuentra ubicado en las coordenadas 43°2′32″N 92°41′51″O / 43.04222, -92.69750. Según la Oficina del Censo de los Estados Unidos, el municipio tiene una superficie total de 165.61 km², de la cual 165.48 km² corresponden a tierra firme y (0.08%) 0.13 km² es agua.

## Demografía
Según el censo de 2010, había 1396 personas residiendo en el municipio de St. Charles. La densidad de población era de 8,43 hab./km². De los 1396 habitantes, el municipio de St. Charles estaba compuesto por el 98.42% blancos, el 0.07% eran afroamericanos, el 0.07% eran amerindios, el 0.29% eran asiáticos, el 0.07% eran isleños del Pacífico, el 0.93% eran de otras razas y el 0.14% pertenecían a dos o más razas. Del total de la población el 2.94% eran hispanos o latinos de cualquier raza.